# 高速1号型特務艇
高速1号型特務艇（こうそくいちごうがたとくむてい、英語: ASH No.1 class）は、海上自衛隊の特務艇の艦級である。

## 概要
1954年、陸上・海上・航空の3自衛隊が成立すると、各自衛隊が運用する航空機が海上に墜落・不時着した際に乗員の捜索救難体制の確立が求められることになった。当時の洋上救難の主力は艦艇であり、救難を担当する海上自衛隊が専用の救難艇として建造したのが本級である。
1954年度に「高速1号」・「高速2号」の2隻、翌1955年度に「高速3号」の計3隻が墨田川造船で建造された。なお、1954年度の2隻は当初支援船籍の救命艇であったが、1956年2月16日付で自衛艦籍の特務艇に類別変更されている。

## 設計
本型の設計にあたっては、第二次世界大戦中にアメリカ陸軍航空軍が捜索救難用に建造した飛行機救難艇の85フィート型を参考にした。
艇体の形状は、高速性と航洋性の検討のために複数の模型を用いて水槽試験を行い決定された。艇体は木造を採用している。骨材はケヤキを使用し、外板と甲板については内装板にヒノキ、外装板にラワンを用いた二重矢羽根張りとした。また、機関がガソリンエンジンであるため防火が配慮されており、燃料タンクや甲板被覆にはポリエステルが使用された。
機関には中古のパッカード製ガソリンエンジン2基を再整備したうえで使用した。装備としては、捜索救難に必要なレーダー、短波受信機、救命ネット等を搭載した。
なお、本艇に使用されたパッカード製エンジンは、1951年に米極東空軍立川基地から払い下げられ、東京通商産業局を通じて一度民間に売却されたものを調達実施本部が購入したものであった。その際、払い下げ時の価格を大きく上回る金額で購入したことが衆議院内閣委員会で問題視されたこともあった。
本級を含む海上自衛隊の救難艇型特務艇に共通する特徴として、任務の性格上、視認性を高めるために艇体が白、甲板が黄、上部構造物が赤に塗装されていた。

## 運用
各艇は地方隊隷下の航空基地（後に航空集団隷下の航空部隊）に配備され捜索救難に従事したが、やがてヘリコプターによる捜索救難体制が整備されたことに伴い、1974年までに全艇が除籍された。
| 艇番号 | 艇名    | 建造所     | 竣工                         | 除籍                         |
| ------ | ------- | ---------- | ---------------------------- | ---------------------------- |
| ASH-01 | 高速1号 | 墨田川造船 | 1955年 （昭和30年） 12月26日 | 1971年 （昭和46年） 10月30日 |
| ASH-02 | 高速2号 | 墨田川造船 | 1955年 （昭和30年） 12月6日  | 1974年 （昭和49年） 3月30日  |
| ASH-03 | 高速3号 | 墨田川造船 | 1956年 （昭和31年） 10月16日 | 1973年 （昭和48年） 3月31日  |